# 大申肯贝格
大申肯贝格是德国石勒苏益格－荷尔斯泰因州的一个市镇。总面积6.52平方公里，总人口541人，其中男性267人，女性274人（2011年12月31日），人口密度83人/平方公里。